# Roswellia acrisione
Roswellia acrisione är en fjärilsart som beskrevs av Doubleday 1869. Roswellia acrisione ingår i släktet Roswellia och familjen praktfjärilar. Inga underarter finns listade.